# Łyki
Łyki (bułg. Лъки) – miasto w Bułgarii, w obwodzie Płowdiw, siedziba gminy Łyki. W 2019 roku liczyło 1 808 mieszkańców.